# Dorothy Rungeling
Dorothy Wetherald Rungeling (Hamilton (Ontario), 12 de mayo de 1911 - Fonthill (Ontario), 17 de febrero de 2018) fue un piloto canadiense, una de las pioneras de la aviación de Canadá. Era la hija adoptada de la poetisa y periodista Ethelwyn Wetherald. En 2004, Dorothy publicó una colección de los escritos de su madre, "Vida y obra de Ethelwyn Wetherald 1857-1940" (Ridgeville, Ontario, 2004, D. Rungeling). Dorothy también es conocida por sus propios escritos como autora y editora de aviación del Evening Tribune, Welland y ganó un premio de escritores de aviación en la convención AITA de 1953. Antes de aventurarse a volar, Dorothy también entrenó y exhibió caballos y escribió una serie de instrucciones para sus compañeros entrenadores.
Como piloto, participó en competencias de aviación canadienses e internacionales, incluyendo las Carreras Aéreas Internacionales Femeninas, las Carreras Aéreas Transcontinentales Femeninas y la Carrera Aérea de la Copa del Gobernador General de Canadá. Tras obtener su licencia de piloto privado, se unió a la Ninety-Nines (organización mundial de mujeres piloto fundada en 1929). También trabajó para hacer de Welland una marca aérea y se cree que es la primera marca aérea en Canadá. Fue política y, en 1964, fue la primera mujer en ser regidora en el Ayuntamiento de Pelham.

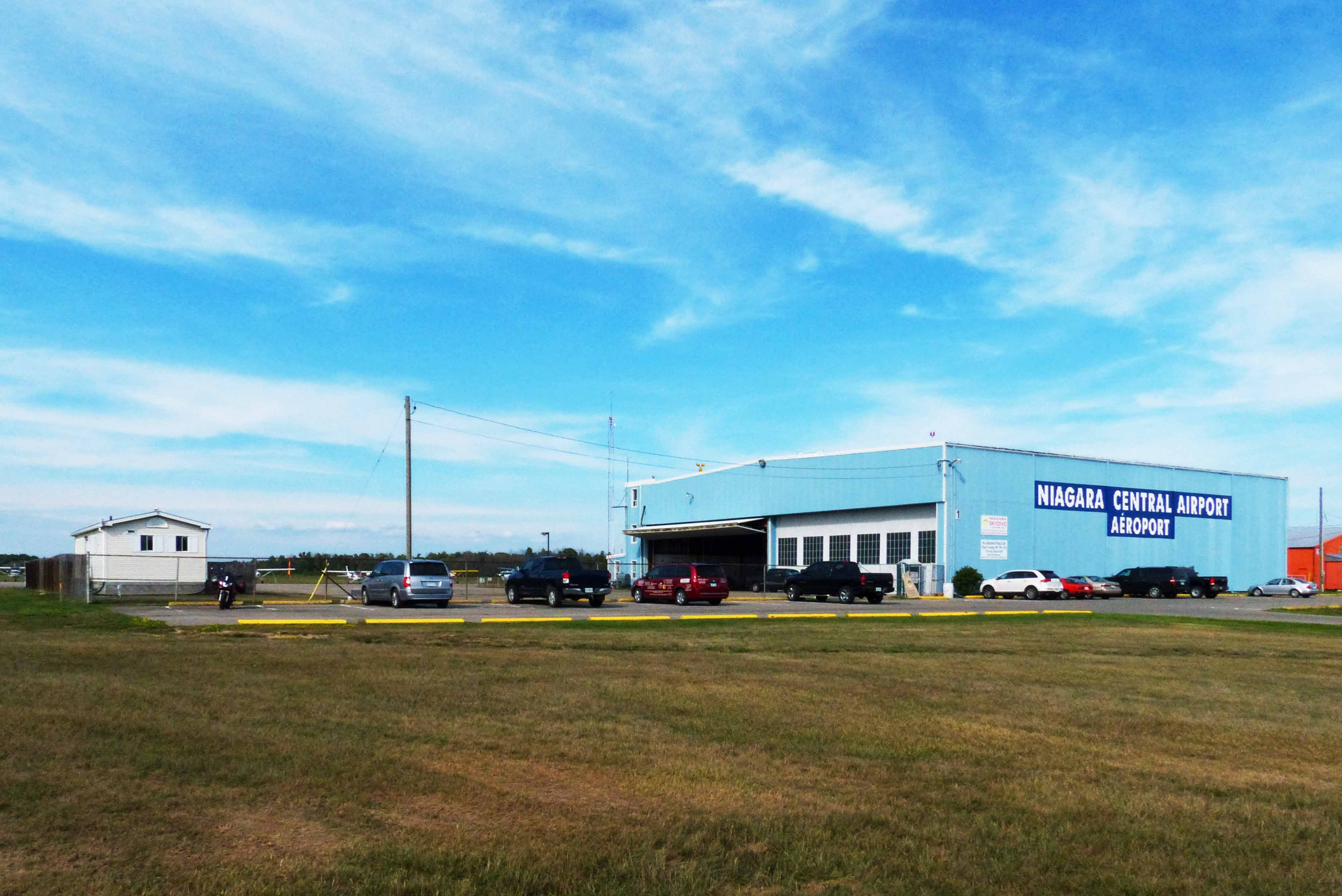
Aeropuerto Central Dorothy Rungeling de Niágara

En 2003, recibió la Orden de Canadá por sus logros como piloto femenina, que incluyen recibir su licencia de piloto, licencia comercial, certificación de instructora y licencia de piloto comercial senior. Se emitió un sello conmemorativo en honor a Dorothy Rungeling, la primera mujer en volar sola en helicóptero, en su 99.º cumpleaños. Dorothy continuó escribiendo en una columna para The Voice of Pelham titulada "Puntos de vista". Escribió su último artículo para la publicación en febrero de 2013, a los 101 años. En 2015, cuando Rungeling tenía 104 años, el Aeropuerto Central de Niágara pasó a llamarse Aeropuerto Central de Niágara Dorothy Rungeling tras la aprobación del Proyecto de Ley 20.
Dorothy Rungeling murió en Fonthill (Ontario) el 17 de febrero de 2018 a los 106 años.

## Publicaciones
- "Navigation emphasized in the Governor-General’s Race"  Canadian Aviation, October 1956, p. 53-55.
- "Fixed Wing to Whirly Bird"  Canadian Aviation, July 1959, p. 38-39.
- "One Night on an Island" GAM on yachting, January 1971, p6-9.
- "Remembering Tommy" Canadian Flight, September–October 1985, p 6- 13.
- "Fly and Stay Young"  Canadian Flight, June–July 1963, p 6–7.
- "The Eggbeater and I" Canadian Flight, Aug-Sept 1963, 8–9.
- The Flying Housewife, 2003, Dorothy Rungeling.
- It's Fun to Grow Old!, 2002, Dorothy Rungeling.
- "VIEWpoints:  The history of aviation in Pelham and Welland" The Voice of Pelham, Wednesday May 30, 2012, p. 4.
- Life and works of Ethelwyn Wetherald 1857-1940: with a selection of her poems and articles / by Dorothy W. Rungeling. [Ridgeville, Ont.] : D. Rungeling, c2004.
- The road to home: tales of rural life in the early 1900s / by Dorothy W. Rungeling. [Pelham, Ont.] : Pelham Historical Society, 2001.